# 1671 en science
| Années de la science : 1668 - 1669 - 1670 - 1671 - 1672 - 1673 - 1674    |
| Décennies de la science : 1640 - 1650 - 1660 - 1670 - 1680 - 1690 - 1700 |

Cet article présente les faits marquants de l'année 1671 en science.

## Événements

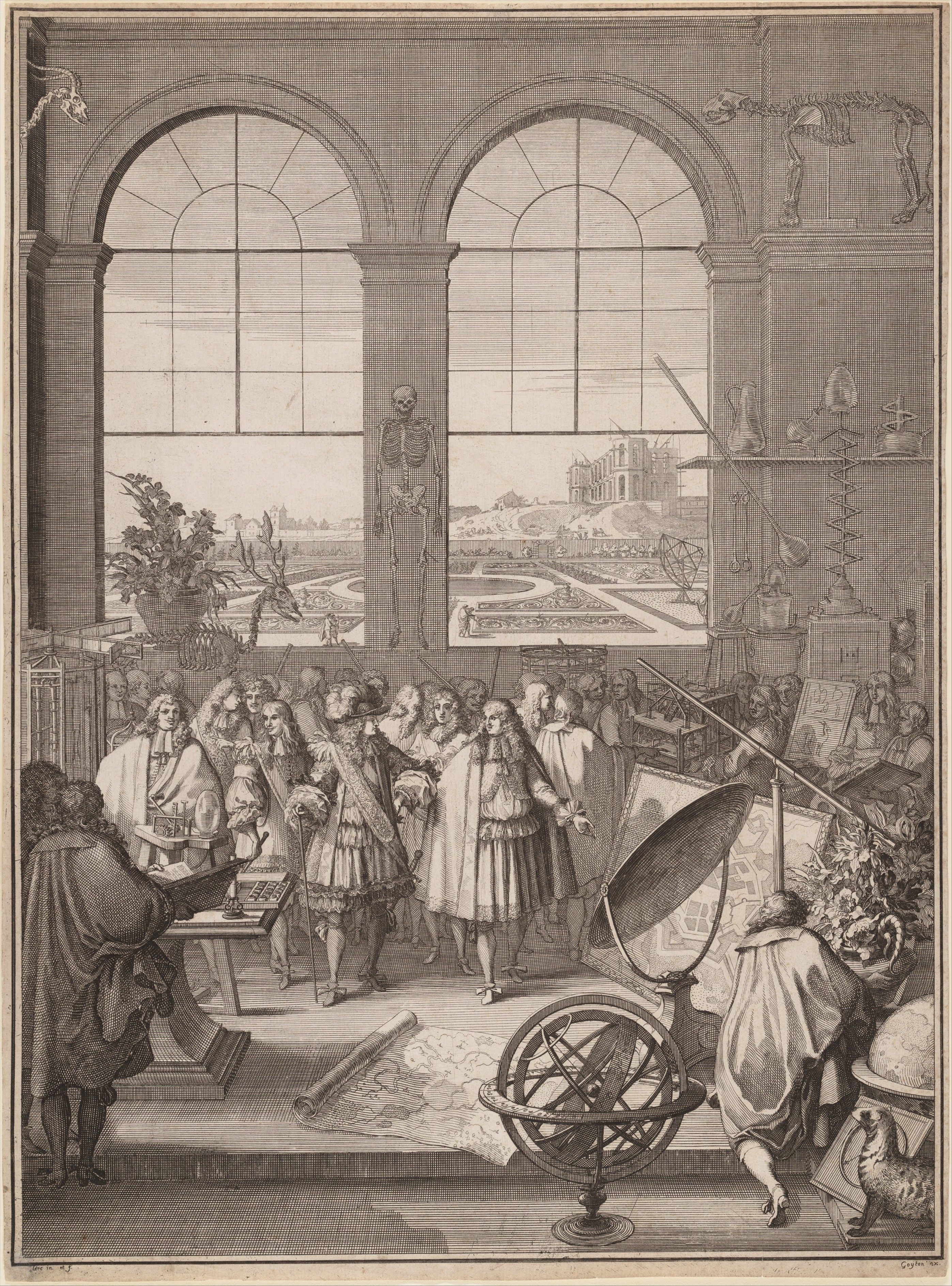
Louis XIV visitant l'Académie des sciences en 1671

- 15 février : dans une lettre à John Collins, James Gregory donne un développement en série pour la fonction tangente inverse dont on peut déduire qu'il a vu le rapport aux dérivées successives selon le théorème de Taylor publié en 1715[1].
- 27 février : une météorite de 4,54 kg tombe dans l'Ortenau en Allemagne[2].
- 14 septembre : l'astronome Jean-Dominique Cassini s'installe à l'Observatoire royal, encore en plein chantier, dont il est le premier directeur[3].
- 25 octobre : Cassini découvre Japet, le second satellite de Saturne[4]. L'éclat de Japet est 100 fois plus faible que celui de Titan.
- 21 décembre : Isaac Newton est proposé comme candidat à la Royal Society par Seth Ward, évêque de Salisbury[5].

- La première horloge de parquet qui nous soit connue est construite en Angleterre par William Clement en utilisant l'échappement à ancre inventé d'après des recherches de Robert Hooke[6].

## Publications
- Sawaguchi Kazuyuki (ja) : Kokin-Sanpo-Ki (古今算法之記), un traité de mathématique anciens et modernes, dans lequel il donne le premier compte rendu complet de l'algèbre chinoise au Japon[7].
- Louis-Augustin Allemand : Le Secret de la médecine des Chinois, Grenoble, in - 12 . 1671. Premier livre occidental sur la médecine traditionnelle chinoise.
- Marcello Malpighi : Anatome plantarum, sur l'anatomie cellulaire des végétaux.
- Jean Picard : Mesure de la terre.
- Jacques Rohault : Traité de physique, diffusant la physique cartésienne.

## Naissances

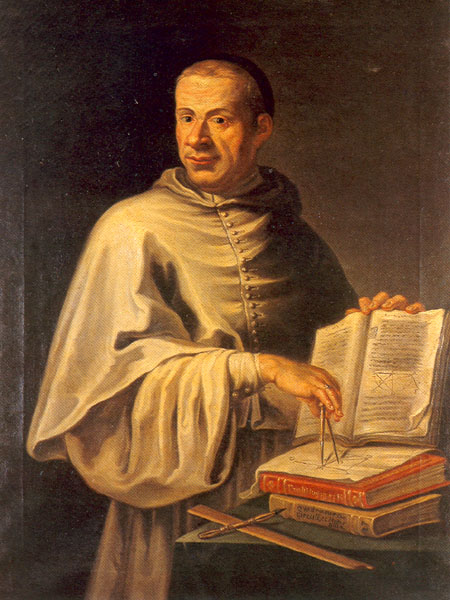
Luigi Guido Grandi

- 14 juillet : Jacques d'Allonville de Louville (mort en 1732), mathématicien, astronome et militaire français.
- 8 septembre : Pierre Polinière (mort en 1734), médecin, mathématicien et physicien français.
- 1er octobre : Luigi Guido Grandi (mort en 1742), prêtre, philosophe, mathématicien et ingénieur italien.
- 1er décembre : John Keill (mort en 1721), mathématicien écossais.

## Décès
- 22 février : Adam Olearius (né en 1603), universitaire, mathématicien, géographe et bibliothécaire allemand.
- 20 avril : Daniel Hay du Chastelet (né en 1596), homme d'Église et mathématicien français.
- 25 juin : Giovanni Battista Riccioli (né en 1598), astronome italien.
- 9 août : Antoine Vallot (né en 1594 ou 1595), médecin français.
- 14 octobre : Pierre Borel (né vers 1620), médecin, botaniste et érudit français.